# Cyril Stiles
Cyril Alec Stiles, detto Bob (10 ottobre 1904 – 5 marzo 1985), è stato un canottiere neozelandese.

## Palmarès

### Olimpiadi
- 1 medaglia:
  - 1 argento (Los Angeles 1932 nel due senza)

### Giochi dell'Impero Britannico
- 1 medaglia:
  - 1 bronzo (Sydney 1938 nell'otto)